# Zekeriya Güçlü
Zekeriya Güçlü (bulgarisch Зекерие Гючлю, Sekerie Gjutschlju; * 27. April 1972 in Kriwiza, bei Samuil, Bulgarien; † 20. Februar 2010 in Istanbul, Türkei) war ein türkischer und bulgarischer Ringer und Politiker der DPS. Er war Weltmeister 1997 im freien Stil im Schwergewicht und 2008 Gemeinderatsmitglied in der bulgarischen Stadt Samuil.

## Werdegang
Zekeriya Güçlü wurde als Angehöriger der türkischen Minderheit in Bulgarien geboren. Dort kam er als Jugendlicher auch zum Ringen und wurde Mitglied der bulgarischen Jugendnationalmannschaft im freien Stil. Während eines Wettkampfes in Ungarn flüchtete er in Budapest in das türkische Konsulat und kam auf diesem Wege in die Türkei.
In der Türkei wurde er Mitglied des Ringervereins Istanbul Gemi Sanayi Spor Kulübü und später des Vereines Gebze Belediye Spor Kulübü, wo er von D. Turan und İsmail Nizamoğlu trainiert wurde. Er war schon in jungen Jahren ein ausgewachsener Schwergewichtler, der bei einer Größe von 1,80 Metern annähernd 130 kg auf die Waage brachte.
Seine internationale Karriere begann er bei der Junioren-Weltmeisterschaft 1990 (Juniors) in Istanbul, wo er im Schwergewicht den Meistertitel vor Reza Kordjazi aus dem Iran und Boschko Matew aus Bulgarien gewann. Bei der Junioren-Weltmeisterschaft 1991 (Espoirs) in Prievidza kam er im Schwergewicht hinter Schorik Kaschinow aus Russland auf den 2. Platz. Schließlich wurde er im Jahre 1992 in Székesfehérvár bei den Espoirs auch Junioren-Europameister vor Tibor Balogh aus Ungarn.
Nach seiner Juniorenzeit kam Zekeriya Güçlü zunächst bis 1997 zu keinen Einsätzen bei den internationalen Meisterschaften. Der Grund waren die überragenden türkischen Schwergewichtsringer Mahmut Demir, Olympiasieger von 1996 und Aydın Polatçı, die ihm die Startplätze streitig machten. Er wurde aber 1995 Militär-Weltmeister vor Jurij Schobitko aus der Ukraine und Oleg Chorpjakow aus Russland und kam bei der Universitäten-Weltmeisterschaft 1996 in Teheran hinter Aljaksej Mjadswedseu aus Belarus auf den 2. Platz.
1997 wurde er dann bei der Weltmeisterschaft in Krasnojarsk eingesetzt und dort wurde er mit Siegen über Aljaksej Mjadswedseu, Ebrahim Mehrabi aus dem Iran, Oleg Ladik aus Kanada, Jurij Schobitko u. Alexis Rodríguez Valera aus Kuba neuer Weltmeister im Schwergewicht. Das war der größte Erfolg seiner ganzen Laufbahn.
Zekeriya Güçlü ging bei der Europameisterschaft 2000 in Budapest an den Start, verlor dort aber nach einem Sieg über Aljaksej Mjadswedseu gegen David Musuľbes aus Russland, womit er nach dem damaligen Regelwerk ausscheiden musste und nur den 9. Platz belegte. Er wurde aber im Jahre 2000 in Tokio Universitäten-Weltmeister im Schwergewicht vor Justin David Beauparlant aus Kanada.
2001 verlor Zekeriya Güçlü bei der Europameisterschaft in Budapest gegen Sven Thiele aus Deutschland und Iwan Ischtschenko aus der Ukraine, womit er auf dem 8. Platz landete. Zum Abschluss seiner Karriere gewann er aber dann im Jahre 2002 bei der Europameisterschaft in Baku im Schwergewicht nach Siegen über Jurij Schobitko und dem Italien Donatus Manza, einer Niederlage gegen David Musuľbes und einem Sieg über Sven Thiele noch einmal eine Bronzemedaille.
Nach der Beendigung seiner Karriere wurde Güçlü in sein Heimatdorf Kriwiza Geschäftsmann und Politiker der Partei Dwischenie sa Prawa i Swobodi (DPS). Seit 2008 war er Kreisvorstandsvorsitzender der DPS und Gemeinderatsmitglied der Stadt Samuil.
Zekeriya Güçlü verstarb im Februar 2010 nach einem dreimonatigen Aufenthalt in einer Istanbuler Klinik.

## Internationale Erfolge
| Jahr | Platz | Wettbewerb                                        | Gew.-Kl. | |
| 1990 | 1.    | Junioren-WM (Juniors) in Istanbul                 | Schwer   | vor Reza Korjazi, Iran, Boschko Matew, Bulgarien u. Michael Inderst, BRD                                                        |
| 1990 | 1.    | Junioren-Balkanmeisterschaft (Espoirs) in Sakarya | Schwer   | vor Dimitrios Voudoanis, Griechenland u. Georgi Christow, Bulgarien                                                             |
| 1991 | 3.    | „Yasar-Dogu“-Memorial in Istanbul                 | Schwer   | hinter Sezgin Ayık, Türkei u. Kiril Barbutow, Bulgarien                                                                         |
| 1991 | 2.    | Junioren-WM (Espoirs) in Prievidza                | Schwer   | hinter Schorik Kaschinow, UdSSR, vor Georgi Christow u. Billy Pirie, USA                                                        |
| 1991 | 1.    | Balkan-Meisterschaft                              | Schwer   | |
| 1992 | 1.    | Junioren-EM in Székesfehérvár                     | Schwer   | vor Tibor Balogh, Ungarn, Miroslaw Botew, Bulgarien u. Michael Inderst, Deutschland                                             |
| 1992 | 5.    | Welt-Cup in Moskau                                | Schwer   | hinter Tom Erikson, USA, Georgi Kaisinov, Russland, Alireza Laurestani, Iran u. Mahmut Demir, Türkei                            |
| 1993 | 2.    | „Yasar-Dogu“-Memorial in Istanbul                 | Schwer   | hinter Mahmut Demir, vor Igor Klimow, Russland                                                                                  |
| 1994 | 2.    | Welt-Cup in Edmonton                              | Schwer   | hinter Bruce Baumgartner, USA, vor Gennadi Schilzow, Russland, Ebrahim Mehrabi, Iran u. Andrew Borodow, Kanada                  |
| 1994 | 2.    | „Yasar-Dogu“-Memorial in Istanbul                 | Schwer   | hinter Mahmut Demir, vor Besifi Moscholja, Ukraine                                                                              |
| 1995 | 3.    | „Yasar-Dogu“-Memorial in Ankara                   | Schwer   | hinter Andrei Schumilin, Russland u. Jurij Schobitko, Ukraine                                                                   |
| 1995 | 1.    | Großer Preis von Deutschland in Leipzig           | Schwer   | vor Andreas Schröder u. Sven Thiele, bde. Deutschland, Aljaksej Mjadswedseu, Belarus u. Raik Stichling, Deutschland             |
| 1995 | 1.    | CISM-Militär-WM                                   | Schwer   | vor Jurij Schobitko, Ukraine u. Andrei Schumilin                                                                                |
| 1996 | 3.    | „Yasar-Dogu“-Memorial in Ankara                   | Schwer   | hinter Mahmut Demir u. Aydın Polatçı, beide Türkei                                                                              |
| 1996 | 3.    | Universitäten-WM in Teheran                       | Schwer   | hinter Aljaksej Mjadswedseu u. Oleg Chorpjakow, Russland, vor Reza M. Kavyan, Iran                                              |
| 1997 | 1.    | „Yasar-Dogu“-Memorial in Ankara                   | Schwer   | vor Aydın Polatçı u. Zsolt Gombos, Ungarn                                                                                       |
| 1997 | 1.    | Mittelmeer-Spiele in Bari                         | Schwer   | vor Mario Miketek, Kroatien u. Anastasios Simeonidis, Griechenland                                                              |
| 1997 | 1.    | WM in Krasnojarsk                                 | Schwer   | mit Siegen über Aljaksej Mjadswedseu, Ebrahim Mehrabi, Oleg Ladik, Kanada, Jurij Schobitko u. Alexis Rodríguez Valera, Kuba     |
| 1998 | 1.    | „Dan-Kolew-“Memorial in Sofia                     | Schwer   | vor Sven Thiele u. Mohamedmehdi Parijarni, Iran                                                                                 |
| 1998 | 2.    | Universitäten-WM in Ankara                        | Schwer   | hinter Aljaksej Mjadswedseu, vor Oleg Chorpjakow, Ebrahim Mehrabi u. Stephen Neal, USA                                          |
| 1998 | 4.    | Großer Preis von Deutschland in Leipzig           | Schwer   | hinter Sven Thiele u. Dirk Winterfeldt, beide Deutschland u. Igor Klimow, Russland                                              |
| 1999 | 2.    | „Yasar-Dogu“-Memorial in Ankara                   | Schwer   | hinter Aydın Polatçı, vor Kerry McCoy, USA                                                                                      |
| 1999 | 3.    | Großer Preis von Deutschland in Leipzig           | Schwer   | hinter David Musuľbes, Russland u. Aljaksej Mjadswedseu, vor Zsolt Gombos                                                       |
| 2000 | 2.    | „Yasar-Dogu“-Memorial in Ankara                   | Schwer   | hinter Aydın Polatçı, vor Ziya Güler, beide Türkei                                                                              |
| 2000 | 9.    | EM in Budapest                                    | Schwer   | mit einem Sieg über Aljaksej Mjadswedseu u. einer Niederlage gegen David Musuľbes, Russland                                     |
| 2000 | 1.    | Universitäten-WM in Tokio                         | Schwer   | vor Justin David Beauparlant, Kanada u. Bahman Tayebi Valjozi, Iran                                                             |
| 2001 | 8.    | EM in Budapest                                    | Schwer   | nach Niederlagen gegen Sven Thiele u. Iwan Ischtschenko, Ukraine                                                                |
| 2001 | 1.    | Mittelmeer-Spiele in Tunis                        | Schwer   | vor Hisham Abdelwahib Abdelmoamen, Ägypten u. Teofilos Abadzis, Griechenland                                                    |
| 2002 | 1.    | „Yasar-Dogu“-Memorial in Ankara                   | Schwer   | vor Aydın Polatçı u. Recep Kara, beide Türkei                                                                                   |
| 2002 | 3.    | EM in Baku                                        | Schwer   | mit Siegen über Jurij Schobitko u. Donatus Manza, Italien, einer Niederlage gegen David Musuľbes u. einem Sieg über Sven Thiele |

Anm.: alle Wettbewerbe im freien Stil, Schwergewicht, bis 2001 bis 130 kg, ab 2002 bis 120 kg Körpergewicht

## Auszeichnungen
- 1990: Sedat-Simavi-Preis für Sport